# Борислав Китов
Борислав Димитров Китов е български политик, бивш секретар на БЗНС - Народен съюз, народен представител в XXXVII, XXXVIII и XXXIX и XL народно събрание. Борислав Китов е постоянен член на Парламентарната асамблея на Съвета на Европа в периода 1997 – 2001 г.

## Биография
Роден е на 23 февруари 1954 г. в Пловдив. През 1972 г. завършва гимназия в родния си град, а през 1980 г. Медицинския университет в Пловдив. През 1985 г. специализира в Медицинския университет в София. От 1989 до 1991 г. специализира неврохихургия в Колмар, Франция. В периода 1981 – 1994 работи във Военномедицинския институт в Пловдив, където става доцент. Днес Борислав Китов е зам.председател на ЗНС и член на ПП на ЗНС (от 1993). Той е и председател на ПК „Здравеопазване“ към Народното събрание.[източник? (Поискан днес)]